# Bertya
Bertya é um género botânico pertencente à família Euphorbiaceae.

## Espécies
Apresenta 32 espécies:
| - Bertya andrewsii - Bertya astrotricha - Bertya brownii - Bertya cunninghamii - Bertya cupressoidea - Bertya dimerostigma - Bertya findlayi - Bertya glabrescens - Bertya glandulosa - Bertya gummifera - Bertya ingramii | - Bertya mitchellii - Bertya mollissima - Bertya neglecta - Bertya oblonga - Bertya oblongifolia - Bertya oleaefolia - Bertya oleifolia - Bertya opponens - Bertya oppositifolia - Bertya pedicellata - Bertya pinifolia | - Bertya polymorpha - Bertya polystigma - Bertya pomaderrioides - Bertya pomaderroides - Bertya psiloclada - Bertya quadrisepala - Bertya rosmarinifolia - Bertya rotundifolia - Bertya sharpeana - Bertya tasmanica |